# Piotruś Królik (serial animowany)
Piotruś Królik (ang. Peter Rabbit, 2012–2016) – amerykańsko-brytyjski serial animowany, powstały na podstawie serii książek dla dzieci autorstwa Beatrix Potter pod tym samym tytułem. Wyprodukowany przez Penguin Books, Brown Bag Films, Silvergate Films i Nickelodeon Animation Studios. Serial wykonany techniką trójwymiarową CGI.
Premiera serialu miała miejsce 14 grudnia 2012 roku na amerykańskim kanale Nickelodeon (regularna emisja od 19 lutego 2013).

## Fabuła
Akcja serialu rozgrywa się w angielskim Lake District w północnej Anglii. Opowiada o perypetiach królika Piotrusia, który jest bardzo ciekawy otaczającego go świata, zadaje mnóstwo pytań i chce wszystko zrozumieć. Razem ze swoimi przyjaciółmi, kuzynem Benjaminem i Lily przeżywa przygody.

## Wersja polska
Wersja polska: Master Film

Reżyseria:
- Elżbieta Mikuś (odc. 1-4a, 5, 7, 10-11a, 12-13, 16b, 17b, 19-29),
- Agata Gawrońska-Bauman (odc. 4b, 6, 8-9, 11b, 15-16a, 17a, 18)

Dialogi:
- Karolina Anna Kowalska (odc. 2-3a, 4b, 6, 8b, 10, 11b, 12b, 13b, 15-17, 20, 24b, 26b-27a, 28a),
- Magdalena Dwojak (odc. 1, 3b-4a, 5, 7-8a, 9, 11a, 12a, 13a, 18-19, 21-24a, 25-26a, 27b, 28b-29)

Dźwięk:
- Elżbieta Mikuś (odc. 1-4a, 5, 7, 10-11a, 12-13, 16b, 17b, 19-29),
- Mateusz Michniewicz (odc. 4b, 6, 8-9, 11b, 15-16a, 17a, 18)

Montaż:
- Jan Graboś (odc. 1-4a, 5, 7, 10-11a, 12-13, 16b, 17b, 19-29),
- Paweł Siwiec (odc. 4b, 6, 8-9, 11b, 15-16a, 17a, 18)

Kierownictwo produkcji: Romuald Cieślak

Teksty piosenek: Andrzej Brzeski

Opracowanie muzyczne: Piotr Gogol

Wystąpili:
- Marcel Groblewski – Piotruś
- Bernard Lewandowski – Beniamin
- Maja Kwiatkowska – Lily

W pozostałych rolach:
- Joanna Węgrzynowska – Tekla Kałużyńska
- Sławomir Pacek –
  - farmer McGregor,
  - Samuel Baczko (odc. 7, 13b, 22a, 23ab, 24b)
- Jakub Szydłowski – pan Rudzielec
- Andrzej Ferenc – Jeremi Rybak
- Izabela Dąbrowska
- Waldemar Barwiński – Orzeszko
- Miłogost Reczek – Tadek Borsuk
- Andrzej Chudy – sowa Bruno
- Beata Wyrąbkiewicz – Kłapcia
- Julia Kołakowska-Bytner – Ciapcia (odc. 5a)
- Joanna Pach-Żbikowska – Ciapcia (odc. 1, 8a, 10a, 17b, 21a, 21b, 25b)
- Agata Gawrońska-Bauman – mama Lily
- Mirosław Guzowski – tata Lily
- Piotr Bąk – tata Beniamina
- Jacek Król – Płetwus
- Jarosław Domin – ryjówka Rico
- Artur Pontek – Albert Myszatek (odc. 18a)
- Małgorzata Szymańska – Luiza Myszatek (odc. 18a)
- Agnieszka Mrozińska-Jaszczuk – Stasio Myszatek (odc. 18a)

i inni
Śpiewał: Michał Rudaś
Lektor: Paweł Bukrewicz

## Spis odcinków
| Premiera odcinka | N/o 1 | N/o 2 | Polski tytuł                                         | Angielski tytuł                                     |
| ---------------- | ----- | ----- | ---------------------------------------------------- | --------------------------------------------------- |
|                  |       |       |                                                      |                                                     |
| SERIA PIERWSZA   |       |       |                                                      |                                                     |
|                  |       |       |                                                      |                                                     |
| 26.12.2014       | 01    | F2    | Powiastka gwiazdkowa                                 | Peter Rabbit’s Christmas Tale                       |
|                  |       |       |                                                      |                                                     |
| 12.05.2014       | 02    | 01    | Powiastka o złodzieju rzodkiewki                     | The Tale of the Radish Robber                       |
| 12.05.2014       | 02    | 03    | Powiastka o dwóch wrogach                            | The Tale of Two Enemies                             |
|                  |       |       |                                                      |                                                     |
| 13.05.2014       | 03    | 02    | Powiastka o łakomym lisie                            | The Tale of the Greedy Fox                          |
| 14.05.2014       | 03    | 04    | Powiastka o domku na drzewie                         | The Tale of the Secret Treehouse                    |
|                  |       |       |                                                      |                                                     |
| 18.05.2014       | 04    | 07    | Powiastka o wyprawie na truskawki                    | The Tale of Benjamin’s Strawberry Raid              |
| 19.05.2014       | 04    | 08    | Powiastka o lisie kłamczuchu                         | The Tale of the Lying Fox                           |
|                  |       |       |                                                      |                                                     |
| 16.05.2014       | 05    | 05    | Powiastka o złym kocie                               | The Tale of the Angry Cat                           |
| 18.05.2014       | 05    | 06    | Powiastka o pułapce pana Rudzielca                   | The Tale of Mr. Tod’s Trap                          |
|                  |       |       |                                                      |                                                     |
| 20.05.2014       | 06    | 09    | Powiastka o ucieczce Orzeszki                        | The Tale of Nutkin on the Run                       |
| 21.05.2014       | 06    | 10    | Powiastka o dżdżownicach                             | The Tale of the Wriggly Worms                       |
|                  |       |       |                                                      |                                                     |
| 01.05.2014       | 07    | F1    | Powiastka wiosenna                                   | The Tale of the Start of Spring                     |
|                  |       |       |                                                      |                                                     |
| 22.05.2014       | 08    | 11    | Powiastka o jaju pani Tekli                          | The Tale of Jemima’s Egg                            |
| 25.05.2014       | 08    | 14    | Powiastka o wielkim skoku                            | The Tale of the Great Breakout                      |
|                  |       |       |                                                      |                                                     |
| 23.05.2014       | 09    | 12    | Powiastka o czterolistnej koniczynie                 | The Tale of the Lucky Four Leaf Clover              |
| 25.05.2014       | 09    | 13    | Powiastka o niestrzeżonym ogrodzie                   | The Tale of the Unguarded Garden                    |
|                  |       |       |                                                      |                                                     |
| 26.05.2014       | 10    | 15    | Powiastka o cieśnie na dzień matki                   | The Tale of the Mother’s Day Pie                    |
| 27.05.2014       | 10    | 16    | Powiastka o tym, kto ukradł śliwkę                   | The Tale of the Mystery Plum Thief                  |
|                  |       |       |                                                      |                                                     |
| 29.05.2014       | 11    | 18    | Powiastka o przeprowadzce                            | The Tale of the Big Move                            |
| 02.06.2014       | 11    | 22    | Powiastka o kopaniu tuneli                           | The Tale of the Lost Tunnels                        |
|                  |       |       |                                                      |                                                     |
| 30.05.2014       | 12    | 19    | Powiastka o ciemnym lesie                            | The Tale of the Dash in the Dark                    |
| 28.05.2014       | 12    | 17    | Powiastka o sowie marudzie                           | The Tale of the Grumpy Owl                          |
|                  |       |       |                                                      |                                                     |
| 01.06.2014       | 13    | 20    | Powiastka o ucieczce z górki na pazurki              | The Tale of the Down Hill Escape                    |
| 01.06.2014       | 13    | 21    | Powiastka o kocie i szczurze                         | The Tale of the Cat and the Rat                     |
|                  |       |       |                                                      |                                                     |
|                  | 14    |       |                                                      | The Search for the Missing Tail                     |
|                  |       |       |                                                      |                                                     |
| 03.06.2014       | 15    | 23    | Powiastka o wypadzie po orzeszki                     | The Tale of the Hazelnut Raid                       |
| 04.06.2014       | 15    | 24    | Powiastka o połamanym łóżku                          | The Tale of the Broken Bed                          |
|                  |       |       |                                                      |                                                     |
| 05.06.2014       | 16    | 25    | Powiastka o tym, który się wywinął                   | The Tale of the One That Got Away                   |
| 30.07.2014       | 16    | 30    | Powiastka o nowym przyjacielu Puchowego Ogonka       | The Tale of Cotton-tail’s New Friend                |
|                  |       |       |                                                      |                                                     |
| 27.07.2014       | 17    | 26    | Powiastka o pogoni za latawcami                      | The Tale of the Runaway Kites                       |
| 03.08.2014       | 17    | 33    | Powiastka o niezwykłych siostrach                    | The Tale of the Surprising Sisters                  |
|                  |       |       |                                                      |                                                     |
| 27.07.2014       | 18    | 27    | Powiastka o króliku bohaterze                        | The Tale of the Hero Rabbit                         |
| 28.07.2014       | 18    | 28    | Powiastka o spadającym głazie                        | The Tale of the Falling Rock                        |
|                  |       |       |                                                      |                                                     |
| 29.07.2014       | 19    | 29    | Powiastka o mapie Benjamina                          | The Tale of Benjamin’s Map                          |
| 03.08.2014       | 19    | 34    | Powiastka o zniszczonym domku na drzewie             | The Tale of the Wrecked Treehouse                   |
|                  |       |       |                                                      |                                                     |
| 31.07.2014       | 20    | 31    | Powiastka o zaginionej biedronce                     | The Tale of the Lost Ladybug                        |
| 01.08.2014       | 20    | 32    | Powiastka o starym rdzaku                            | The Tale of Old Rusty                               |
|                  |       |       |                                                      |                                                     |
| 04.08.2014       | 21    | 35    | Powiastka o kradzionym drewnie na opał               | The Tale of the Stolen Firewood                     |
| 06.08.2014       | 21    | 37    | Powiastka o ratowaniu Puchowego Ogonka               | The Tale of the Runaway Rabbits                     |
|                  |       |       |                                                      |                                                     |
| 05.08.2014       | 22    | 36    | Powiastka o koncercie Jeremiego Rybaka               | The Tale of Jeremy Fisher’s Recital                 |
| 10.08.2014       | 22    | 41    | Powiastka o prawdziwych przyjaciołach                | The Tale of True Friends                            |
|                  |       |       |                                                      |                                                     |
| 07.08.2014       | 23    | 38    | Powiastka o torcie Puchowego Ogonka                  | The Tale of Cotton-tail’s Cake                      |
| 08.08.2014       | 23    | 39    | Powiastka o strasznej pułapce                        | The Tale of the Terrible Trap                       |
|                  |       |       |                                                      |                                                     |
| 10.08.2014       | 24    | 40    | Powiastka o latającym lisie                          | The Tale of the Flying Fox                          |
| 14.08.2014       | 24    | 45    | Powiastka o piórze Starego Bruna                     | The Tale of Old Brown’s Feather                     |
|                  |       |       |                                                      |                                                     |
| 11.08.2014       | 25    | 42    | Powiastka o wielkiej dyni                            | The Tale of the Giant Pumpkin                       |
| 13.08.2014       | 25    | 44    | Powiastka o niedobrym króliku                        | The Tale of the Fierce Bad Rabbit                   |
|                  |       |       |                                                      |                                                     |
| 12.08.2014       | 26    | 43    | Powiastka o zabawie w "a kuku"                       | The Tale of the Peek-a-boo Rabbit                   |
| 15.08.2014       | 26    | 46    | Powiastka o muzyce Jeremiego Rybaka                  | The Tale of Jeremy Fisher’s Musical Adventure       |
|                  |       |       |                                                      |                                                     |
| 17.08.2014       | 27    | 47    | Powiastka o piszczącej zabawce                       | The Tale of the Squeaky Toy                         |
| 19.08.2014       | 27    | 50    | Powiastka o latających królikach                     | The Tale of the Flying Rabbits                      |
|                  |       |       |                                                      |                                                     |
| 17.08.2014       | 28    | 48    | Powiastka o niemile widzianym borsuku                | The Tale of the Uninvited Badger                    |
| 18.08.2014       | 28    | 49    | Powiastka o nadciągającej burzy                      | The Tale of the Brewing Storm                       |
|                  |       |       |                                                      |                                                     |
| 12.09.2015       | 29    | F3    | Powiastka o króliku, wiewiórce i wielkiej przygodzie | The Tale of the Great Rabbit and Squirrel Adventure |
|                  |       |       |                                                      |                                                     |